# 弓指寛治
弓指寛治は（ゆみさし かんじ、1986年 - ）日本の画家、インスタレーション作家。三重県伊勢市出身。記憶や語りに関する主題を軸に、絵画と言葉を組み合わせた物語的なインスタレーション作品を発表している。「第21回岡本太郎現代芸術賞」敏子賞（2018年）、「第2回絹谷幸二芸術賞」奨励賞（2025年）などを受賞。

## 略歴
母校である名古屋学芸大学の学部生時代に、ジャン＝ミシェル・バスキアや、サイ・トゥオンブリーなどのアメリカ絵画に出会い、
深い感動を受けて絵画制作を始める。
同校の修士課程後、学生時代の友人4人と名古屋で制作会社である「株式会社M304」を設立し、この時期には主に映像制作を行っていた。
2013年9月より代表取締役を辞任し、本格的に画家としての作家活動に力を入れている。
2015年、ゲンロン カオス*ラウンジ新芸術校第1期に参加し、最高賞である「金賞」を受賞。翌年ワタリウム美術館オン・サンデーズで初個展を開催。私的な出来事である母の自死を契機に、「自死」や「慰霊」といった社会的テーマに基づいた絵画作品を発表しはじめる。母の出棺前に「金環を持った鳥のモチーフ」が浮かび、以後制作される作品で繰り返し登場することになる。
以降、《Oの慰霊》《輝けるこども》《ダイナマイト・トラベラー》など、社会的出来事や戦争、死をめぐる記憶を扱う作品を多数発表。岡本太郎現代芸術賞（2018年 岡本敏子賞）、VOCA展（2021年 佳作賞）などに選出され、国内の芸術祭やグループ展にも精力的に参加している。
弓指寛治は、過去にカオス*ラウンジ関連の展覧会に参加していたが、2020年に同団体の運営や関係者による言動をめぐる議論を呼んだ出来事の後、団体との関係について一定の距離を取っている。 同年に公開された「有志による黒瀬陽平氏・藤城嘘氏への公開質問状」には、署名者の一人として名を連ね、カオス*ラウンジの中心メンバーであった黒瀬陽平および藤城嘘の言動に対して疑義を呈している。
2021年からは、自身の祖父が満蒙開拓青少年義勇軍に所属していたことを契機に、満洲国を主題とする《マジック・マンチュリア》シリーズや、2023年の奥能登国際芸術祭2023での《プレイス・ビヨンド》、2025年の南飛騨Art Discovery《民話、バイザウェイ》などを展開。このテーマはライフワークとして継続して作成されている。
また2024年には国立西洋美術館における初の現代美術展「ここは未来のアーティストたちが眠る部屋となりえてきたか？」に参加。山谷地区や上野公園の路上生活者の元に通い、彼らの生活や言葉、そして彼らを支える人たちを描いた作品群を展示し注目された。

## 活動の契機
2013年に画家としての作家活動に注力するため、2015年の春にゲンロンカオス*ラウンジ新芸術校に参加する。
しかし、同年の秋に母が自死してしまい、これまでの人生観や生活が一変してしまう程の大きな失望を経験する。
この出来事をきっかけに死者への鎮魂や、亡き者への視点を変容させる絵画作品の制作を手掛け始める。
2016年に成果展「先制第一撃」にて金賞を受賞し、画家として本格的に制作活動に励む契機を掴んだ。この成果展の審査員は浅田彰、岩渕貞哉、夏野剛、黒瀬陽平、東浩紀。

## 展示

### 個展
- 「Sur-Vive!」デビュー個展（2016年7月） ワタリウム美術館地下書店on Sundays

ゲンロンカオス*ラウンジ新芸術校1期成果展「先制第一撃」にて金賞を受賞したことで実現した個展。弓指の故郷の三重県である伊勢神宮を舞台に、海猫沢めろんの短編小説「虚宮」をテーマに描かれた作品が並んだ。
- 「四月の人魚」（2018年4月） 五反田カオス*ラウンジアトリエ

TARO賞に続き、岡田有希子をテーマとした展覧会を開催。個展とはなっているが弓指の他にFeaturing Artistsとして第21回岡本太郎賞受賞作家のさいあくななちゃん、青木美紅、名もなき実昌、柳本悠花ら10名の作家も参加した。
- 「太郎は戦場へ行った」（2019年2月） 岡本太郎記念館

岡本太郎現代芸術賞敏子賞を受賞したことによる特別展示。1942年から約4年半にわたって出征していた岡本太郎をテーマに描いた弓指なりの「戦争画」を描いた。
- 「ダイナマイト・トラベラー」（2019年3月） シープスタジオ

エッセイスト・末井昭の母・富子が若い男とダイナマイトで心中した事実（詳しくは「素敵なダイナマイトスキャンダル」を参照）を、岡山県での旅で見聞きした経験によって捉え直し、描かれた作品が並んだ。
- 「マジック・マンチュリア（導入）」（2021年1月） 銀座 蔦屋書店アートウォール・ギャラリー

満蒙開拓団の一人であった祖父がテーマ。
- 「マジック・マンチュリア」 (2022年4-5月） スペースくらげ

前年の「マジックマンチュリア（導入）」の続編。「張作霖爆殺事件」を題材に爆殺の実行犯である東宮鐵男と爆殺された張作霖の生誕から事件までの人生を描く。
- 「弓指寛治 “饗宴”」 (2022年11月23日-2023年3月21日）　岡本太郎記念館

岡本太郎の芸術を後世に伝えることに尽力した岡本敏子の視点を通じて、芸術や芸術家を後世に残すことの意味を探る試みであった。弓指は、敏子が見ていたものや考えていたことを想像し、彼女の生活を再構築することで、岡本太郎の人物像を新たな視点から捉えようとした。展示では、岡本太郎の作品「明日の神話」の発見から修復に至る過程を表現した作品群や、敏子と太郎の生活を描いた絵画などが紹介された。
- 「After than プレイス・ビヨンド」（2024年6月22日-7月15日)　スペースくらげ

本展では、奥能登国際芸術祭2023にて珠洲市・岬自然歩道沿いに屋外展示された《プレイス・ビヨンド》を、神奈川県相模原市のギャラリーの屋内空間に再構成した。今回の展示では、2024年の能登半島地震の後に弓指がボランティアとして珠洲を再訪した体験を踏まえ、新作として《プレイス・ビヨンド》の主人公ともいえる南方寳作の息子南方治や、珠洲の風景を描き加えた構成となっており、震災前後の時間と土地の変化を多層的に捉える試みとなっている。
- 「弓指寛治　4年2組」（2025年6月28日 - 7月23日） FOAM CONTEMPORARY（銀座 蔦屋書店、東京）

弓指が昭島市立光華小学校4年2組のクラスメイトとして通学しながら制作した新作群を発表。児童の視点から見た地域に眠る戦争の記憶を掘り起こす。
- 「内原郷土史義勇軍資料館 戦後80年企画展　弓指寛治 不成者　:　現代アートが描く義勇軍」　(2025年8月1日-10月26日) 内原郷土史義勇軍資料館（水戸市）

弓指の故郷・三重県から送り出された五十鈴義勇隊開拓団の隊員である市川力三の手記をもとに、義勇軍資料館と復元日輪舎の空間を生かして、人間の生き方と国への向かい方の複雑さを表した。出展作品全点を、水戸市ふるさと納税の返礼品とした。

### グループ展・芸術祭・企画展
- 「BARRACKOUT」（2016年12月） 江東区住吉旧松田邸（ゴミ屋敷）

東京都江東区にある解体前のごみ屋敷を会場とした展覧会。運営メンバーは展覧会前に家の中の大掃除から始め、屋敷の壁を埋め尽くす壁画を描いた。
- 「Death Line」（2017年3月） DUST BUNNY（フォトスタジオ）

「事故と死」をテーマに、過去に大きな交通事故に関わった３名が共同企画した展覧会に参加。
- 「現代美術ヤミ市 ――限りなくゴミに近いマテリアルの市」（2018年7月21日-22日）BUCKLE KOBO（東京・京浜島）

カオス*ラウンジとSIDECOREが主催する同イベントに参加。20組を超える作家とともに出展した。
- 『三月の壁』（2019年3月16日-31日) 　ゲンロン カオス*ラウンジ五反田アトリエ

展覧会は東日本震大震災から8年目に当たる節目に災害や文化の風化に対しての常設作品を残すという趣旨で行われた。弓指も参加し、梅沢和木、藤城嘘、和田唯奈とともに合作壁画《三月の壁》を作成した。
- 「輝けるこども」（2019年8-10月） メゾンなごの808（円頓寺本町商店街内）

栃木県鹿沼市で、てんかんの発作を起こした男の運転するクレーン車が、小学生６人の命を奪った鹿沼市クレーン車暴走事故を題材にした絵画作品。被害者だけでなく、被害者・加害者の親それぞれに取材して、制作された。あいちトリエンナーレ2019 出展作品。
- 「TOKYO 2021 美術展『un/real engine ―― 慰霊のエンジニアリング』」（2019年9月14日-10月20日) 京橋TODA BUILDING 1F

《黒い盆踊り》（2019）および《白い馬》(2019)を出展。とりわけ《黒い盆踊り》は、岡本太郎が制作した《太陽の塔》の顔のレプリカと車椅子を組み合わせた檜皮一彦の作品と背中合わせに配置された。作品は、ひょっとこの面をつけて踊る人々の書割と提灯を組み合わせた構成で、背面から見ると全体が黒焦げで火に包まれているかのような視覚効果を持つ。本展のキュレーションは黒瀬陽平が担当した。
- 「3月の壁──さいのかわら」（2020年3月11日-22日) ゲンロン カオス*ラウンジ五反田アトリエ

前年に同会場で展示した合作壁画《3月の壁》に加え、《カラス天狗の遊び》など複数の絵画やドローイングを出品した。《カラス天狗の遊び》は、展覧会のリサーチの一環で訪れた福島県いわき市にある「賽の河原」と呼ばれる場所と、リサーチ時に同行した関係者から栃木県鹿沼市にルーツを持つと聞いた古峯神社をモチーフとしている。作品では、古峯神社に祀られる子供の姿をしたカラスたちが、賽の河原で積み石をしている様子が描かれている。
- 「Y-generation  Artists」（2020年9月14日–23日）銀座蔦屋書店 GINZA ATRIUM

弓指は、過去作《ダイナマイト心中》(2019)と新作2展を展示。1980年代–90年代生まれのアーティストによる作品展。
- 「梅津庸一監修展　絵画の見かた　reprise」（2021年1月16日-31日) 　√K Contemporary

『美術手帖』2020年12月号特集の内容と連動する梅津庸一監修展である「絵画の見かた　reprise」に参加。2016年の《挽歌》に櫓などを組み合わせた《挽歌2020》を展示した。これは2020年は新型コロナウィルス感染症の流行もあり、2020年に自死などで亡くなった人たちの思いも込められている。
- 「VOCA展2021 現代美術の展望─新しい平面の作家たち─」（2021年3月12日 – 3月30日）　上野の森美術館

VOCA展（The Vision of Contemporary Art）は全国の美術館学芸員や美術評論家が推薦した若手作家の新作平面作品を展示する公募型のグループ展。1994年から毎年、東京・上野の森美術館で開催されており、現代美術の登竜門として知られている。2021年のVOCA展では、弓指寛治が《鍬の戦士と鉄の巨人》を出展し、佳作賞を受賞した。
- 「水の波紋2021年」 (2021年8月2日-9月5日） 東京・青山周辺 27箇所

ワタリウム美術館主催の「水の波紋2021年」に参加。会場内3カ所に展示された。山陽堂書店2階では、同店創業130年の歴史展示に自身の新作を加え、1945年の山の手大空襲を主題に、戦前・戦中・戦後の青山・表参道地域の変遷を再構成する展示を行った。ののあおやまでは、戦後の青山で瓦礫の中に残っていた色鮮やかなタイルを目撃したという、「大陸の花嫁候補」だった久保ヨシ子氏の証言をもとに、《あの日のタイル》を制作・展示。個人の記憶と都市の歴史を結びつけ、風景の中に潜む見えない痕跡を可視化した。また、岡本太郎記念館中庭では、戦災で焼失した岡本の旧居跡にて壁画《V.S 山の手大空襲》を発表。降り注ぐ焼夷弾を見た人々の視点を想像し、追悼と再生の場を創出した。
- 「Linework（線のかたち）」（2021年8月28日〜9月20日）√K Contemporary（東京・新宿）

比田井南谷の「心線」を起点に、戦後以降の線描表現を横断的に検証する同展で、弓指寛治は《SUBARU 360》などドローイング作品を数点発表した。
- 「瀬戸内国際芸術祭2022」（2022年　夏会期8月5日-9月4日、秋会期9月29日-11月6日）

香川県・大島会場における夏会期より追加される鴻池朋子の複数の新作に制作協力者として関与した。屋外作品《リングワンデルング》では、夏会期から公開された「逃走階段」の設置作業に携わった。また、刺繍を施したランチョンマット形式の作品《物語るテーブルランナー in 大島青松園》には、夏会期から追加された新作の下絵を鴻池とともに手がけた。さらに、国立療養所菊池恵楓園の絵画クラブ「金陽会」の作品群を紹介する《物語る金の豚》にも協力している。加えて、島内のカフェ「カフェ・シヨル」では、鴻池による貝殻の刺繍とともに、弓指が制作したスズメバチの刺繍作品なども展示された。尚、弓指は同会場の映像作品「浜辺の歌、月着陸、壁上り」にも出演した。
- 「Reborn-Art Festival 2021-22（後期）—利他と流動性—」(2022年8月20日- 10月2日） 宮城県 石巻市街地、牡鹿半島

小説家・朝吹真理子との共作《スウィミング・タウン》では、石巻市の旧鮮魚店を舞台に、住民の証言と連動するテキストと絵画を用いたインスタレーションを展開した。加えて、石巻南浜津波復興祈念公園内では、アーティスト・鴻池朋子が提唱する参加型プロジェクト《物語るテーブルランナー》を受け継ぐかたちで、住民への聞き取りをもとに制作した《物語るテーブルランナー in こころの森》を展示。また同公園内の伝承館では、未来の植生を想像して描いたガラス壁面作品《半透明な森》を発表し、震災の記憶と再生を多面的に可視化した。
- 「風景をうつす」(2022年11月5日–12月4日） アートラボあいち

名古屋学芸大学映像メディア学科の教員・卒業生による企画展に参加。2016年に制作した《挽歌》を出品。展覧会では、「風景」を記録・記憶の媒体と捉え、写真・映像・アニメーションなど多様な表現で構成された。
- 「奥能登国際芸術祭2023」（2023年9月23日-11月12日）　石川県珠洲市全域

北川フラム総合ディレクターが行う同展に参加した。日置エリアでは、珠洲出身の南方寳作の手記をもとに、戦時中に満州を含む外地へ渡った人々を描いた絵画群《プレイス・ビヨンド》を木ノ浦自然歩道沿いに設置。飯田エリアでは、アーティスト・鴻池朋子が行う参加型プロジェクト《物語るテーブルランナー》を継承し、住民の語りを基に刺繍で制作された《物語るテーブルランナー in 珠洲2》を旧時計店で発表した。これらの作品は、地域に根差した語りと記憶の可視化を通して、土地の歴史に向き合う構成となっていた。展示は2024年元日の能登半島地震の前に実施された。
- 「ここは未来のアーティストたちが眠る部屋となりえてきたか？――国立西洋美術館65年目の自問｜現代美術家たちへの問いかけ」　（2024年3月12日-5月12日）　国立西洋美術館

《You are precious to me》を出展。この作品は、東京都台東区の山谷地区に暮らす路上生活者や高齢の元日雇い労働者への長期的な取材に基づき、彼らの語りや日常風景を描いた絵画群で構成されている。また彼らだけでなく支援する訪問看護ステーションコスモスや山友会に従事する人々なども描かれている。他に山谷で暮らす高齢者が制作した紙人形のコレクションなども展示された。本展において、弓指の展示は「幕間劇」と位置づけられ、他の作家とは違い美術館のコレクションとの直接的な対応関係を持たない特異な構成となっており、制度的枠組みの外にある表現の可能性を提示した。
- 「南飛騨 Art Discovery 」（2024年10月19日-11月24日)　岐阜県下呂市市南飛騨健康増進センター

北川フラム総合ディレクターのもとアーティストとしてだけなくアートアドバイザーとしても若手作家の推薦やマルシェ企画に携わった。展示作品《民話、バイザウェイ》では、萩原町に伝わる昔話や、桂川慎一の手記をもとにした戦時下の「鳳凰開拓団」の記憶、従軍看護婦の証言、集団自決をめぐる話などを素材に、約100点の絵画とテキストを林内に看板形式で設置。来場者が歩きながら記憶を追体験できる構成となっていた。
- 「Pop Over Musashino  ロボット展Fighting Robots 現代アーティストたちによるサイドストーリー」(2025年2月7日–3月30日) 所沢航空発祥記念館

会場入り口には、弓指寛治が昭島市立光華小学校に滞在しながら児童と共同制作した作品《ガンダム、翔んでゆけ》が展示された。作品では、自ら描いたガンダムの顔を一度塗りつぶし、その上から小学生たちが自由に描き加えるという手法が用いられている。
- 「終戦80年記念企画展　Being – PEACE is a Verb –」（2025年8月15日-9月13日）√K Contemporary(東京・神楽坂）

「戦争と無意識の間」をテーマに、戦争を生きた物故作家と、戦争を知らない若手作家による作品群を展示。弓指寛治はアドバイザーとして一部の出展作家の推薦と企画の方向性をキュレーターと共に考えた。またVOCA展2021佳作賞を受賞した《鍬の戦士と鉄の巨人》を展示した。

### 受賞展
- 「第21回岡本太郎現代芸術賞（TARO賞）」展（2018年2月） 川崎市岡本太郎美術館

1986年4月に自死した一人のアイドル・岡田有希子をモチーフに、一年かけて制作した「Oの慰霊」を発表。作中には、2万5,764羽もの鳥が描かれた。鳥は日本における自殺者の数を表している

### コレクション展
- 「√K Collection Winter 2022」コレクション展（2022年1月15日–2月5日）√K Contemporary（東京・新宿）

√K Contemporaryの所蔵・所属作家による常設コレクション展示において、弓指寛治の作品も展示された。
- 「日本現代美術私観：高橋龍太郎コレクション」グループ展（2024年8月3日ー11月10日）　東京都現代美術館

本展は精神科医・高橋龍太郎のコレクションを紹介する大規模展で、弓指の《挽歌》（2016）は所蔵作品として出展され、鴻池朋子《皮緞帳》（2015–16）、小谷元彦《サーフ・エンジェル（仮設のモニュメント2）》（2022）などとともに並置して展示された。

### その他の展示
- 「昔の青山のこと、山の手空襲のこと。」（2022年5月25日–6月4日）山陽堂書店2階ギャラリー（東京・表参道）

毎年5月25日の山の手空襲追悼に合わせて開催された資料展示。昭和11年頃の青山・表参道の写真や資料が紹介され、2021年の「水の波紋2021」展で展示された弓指寛治《太郎の青山》《戦前ジオラマ》も再び展示された。山陽堂書店は「水の波紋2021」展においても会場の一つとなっていた。
- 『世界は五反田から始まった』装画原画展（2022年6月4日）　ゲンロンカフェ（旧イルモンドビル 五反田）

「ゲンロン友の会第12期総会」の1企画として開催。「ゲンロン友の会総会」は、批評誌『ゲンロン』を刊行する株式会社ゲンロンが年1回開催する会員向けイベント。星野博美著『世界は五反田から始まった』に提供したイラストの原画を展示した。
- 「刑務所アート展」（2023年2月17日–3月5日）KOGANEI ART SPOT シャトー（東京　武蔵小金井）

刑務所アート展は受刑者や出所者らの作品を社会に届け、「塀の内と外」の対話を目指す公募型アート展でこの年より毎回行われるようになる。弓指は設営・展示構成・トークイベントなどで関わった。
- 「山陽堂書店うさぎ年11周 — 1周ごとの歩みのふりかえりとこれから」（2023年5月25日–6月27日） 山陽堂書店2階ギャラリー（東京・表参道）

山陽堂書店の創業年にちなむ「うさぎ年11周」を記念した企画において、弓指寛治の作品が展示された。展示は、年表や歴史資料を中心に、山の手空襲に関する資料、朝吹真理子、オーライタローの作品、「物語るテーブルランナー」などとともに構成された。
- 「対話アートNAGANO WEEK 2023」グループ展（2023年10月29日-2024年2月11日）　マツモトアートセンター1F アトリエ&ギャラリー

国際障がい者アート展最優秀賞などさまざまな賞を受賞したカミジョウミカと弓指寛治による合作《目玉がニョロニョロ、胃がベロベロ》を制作・展示した。2023年6月からオンラインで対話を行い、同年10月29日より対面で共同制作を行い、2024年2月11日に完成した。
- 「第2回刑務所アート展」（2024年3月22日–30日）BUoY(北千住）

第2回展にて、弓指は設営協力を行い、展示空間の構成に関与。また、絵画部門の審査員として応募作品135点の選考を行った。さらに、開催に先立つキックオフミーティングにも登壇した。
- 「Reborn‑Art Festival 原画展 石巻インディーズフィッシュ ―おでかけ編―」（2024年5月18日–6月23日)

未利用・低利用魚「インディーズフィッシュ」をテーマに、ポスターや関連原画作品が展示された。弓指寛治は、朝吹真理子と共に2024年の新作ポスター第2弾《いわしのゆくえ／変わりゆく海》を制作し、その原画を展示。あわせて、前作《いただきます！石巻インディーズフィッシュ》（2023年）の原画や、牡鹿半島での漁業体験をもとにした魚の線画作品も出品した。
- 「語りつがれる　青山・表参道」（2024年5月25日–7月2日）　山陽堂書店2階ギャラリー（東京・表参道）

毎年5月25日前後の山の手空襲追悼にあわせて開催されているシリーズ展示の一環として、戦前の青山や空襲体験に関する聞き取りをもとにした作品や資料を紹介。店主の遠山秀子、作家の朝吹真理子とともに継続的に取り組まれてきた内容を反映し、「水の波紋2021」展で発表された弓指寛治の《山陽堂書店の初代・二代・三代の肖像》、《太郎の青山》、かつて市電が走っていた頃の青山通りを再現したジオラマ作品《戦前ジオラマ》なども展示された。
- 「第3回刑務所アート展」（2025年5月24日–6月14日）京島劇場ほか（墨田区)

第3回展では、弓指は京島劇場の展示構成を手がけた。会期中の2025年6月1日には、会場内で行われたトークイベント「弓指寛治さんと語る『刑務所アート展』のミカタ」に出演した。
- 「語り継がれる青山・表参道展 — 戦後80年・昭和100年」（2025年5月24日–6月21日） 山陽堂書店2階ギャラリー（東京・表参道）

青山・表参道周辺の記憶や、書店の戦後80年・昭和100年をたどる資料と作品の展示。作家の朝吹真理子による絵画、イラストレーターの村尾亘の作品などとともに構成され、前年の「語りつがれる　青山・表参道」展に続き、《山陽堂書店の初代・二代・三代の肖像》や、《戦前ジオラマ》などが展示された。
- 「一枚の絵　ある従軍看護婦の別れ」（2025年8月20日–9月10日）山陽堂書店２階ギャラリー（東京／表参道）

「南飛騨 Art Discovery」の「民話、バイザウェイ」で展示された弓指の絵画「ある従軍看護婦の別れ」と詩的な言葉を展示。

## アート活動

### ワークショップ・コメンテーター
- 「ゲンロン友の会 第14期総会『人間拡張』」（2024年3月30日) TOCビル

ゲンロン友の会総会にて、作家である朝吹真理子とともに子ども向けワークショップ《ことも教室 ゆめのみほん市》を実施。このこども教室では、子どもたちが「夢」をテーマに紙・リボン・絵の具などを使って作品を制作し、最後に「夢の交換会」を行った。
- 「生誕120年 大沢昌助展　関連ワークショップ大沢作品と公園の植物をそうぐうさせてコラージュ作品をつくろう！」練馬区美術館（2023年５月21日)

ワークショップに講師として参加し、小中学生とともに展示室で大沢昌助の絵画作品を鑑賞。美術館周辺で採集した植物と、コピーした大沢作品を組み合わせてコラージュを制作した。
- 「山谷アートプロジェクト フォトコンテスト　2023」審査員（2023年12月19日）

特定非営利活動法人山友会が主催するフォトコンテストで審査委員をつとめた。山友会は、東京・山谷地域で生活困窮者などを支援するNPOで、弓指は国立西洋美術館「ここは未来のアーティストたちが眠る部屋となりえてきたか？ —— 国立西洋美術館65年目の自問｜現代美術家たちへの問いかけ」展の作品を作っている途中であった。
- 「山谷アートプロジェクト フォトコンテスト　2024」審査員（2024年12月17日）

特定非営利活動法人山友会が主催するフォトコンテストで審査委員を前年に続き行った。
- 「ゲンロン友の会 第15期総会『雑談復活』」（2025年3月22日)  CITY HALL & GALLERY GOTANDA

前年に続きゲンロン友の会総会にて作家である朝吹真理子とともに子ども向けワークショップ「こども教室」を担当。《こども教室　ふしぎな市場──ふしぎふっかつ》。子どもたちが感じた「不思議」をテーマに作品化し、市場形式で展示を行った。弓指自身も、《のぞき鬼》《アレルギーのない猫》なども制作した。
- 「令和6年度世田谷区民展　コメンテーターとの作品鑑賞会」世田谷美術館（2025年3月23日）

区民展のコメンテーターとして参加。美術評論家の久保ガエタンとともに、出展作品に対する鑑賞コメントを来場者に向けて行った。
- 「藝と游」(2025年5月12日)、東京藝術大学上野校舎コミュニティサロン

Performance Labが主催するイベントに雨宮庸介とともにゲスト登壇。芸術と遊びについてパフォーマンスや展示制作に関する知見を共有した。
- 個展「弓指寛治　4年2組」展ワークショップ（2025年6月28日）銀座 蔦屋書店 FOAM CONTEMPORARY

児童など参加型ワークショップを実施。教員と音楽（トーンチャイムによる即興演奏）と図工（折り紙によるカラス制作）の授業形式で参加者に体験を提供。
- 個展「戦後80年企画展　弓指寛治 不成者」ワークショップ（2025年10月5日）水戸市立内原図書館

弓指寛治は企画展のモデルとなった隊員・市川力三（故人）の長男・市川兼三と講師を務め、ペーパーアート制作を行う。

### 講師活動
- ゲンロン カオス*ラウンジ 新芸術校 第5期　ゲスト講師（2019年6月2日）

弓指寛治自らの展示の振り返り反省点などをプレゼンした後、展示のアドバスを行った
- ゲンロン カオス*ラウンジ 新芸術校 第6期　ゲスト講師（2020年6月28日）[63]

- ゲンロン  新芸術校 第6期（2020年8月から2021年3月）講師（集団指導制の一人）

「ゲンロン カオス*ラウンジ 新芸術校」は、カオス*ラウンジにて発生した問題によりカオス*ラウンジを「新芸術校」の運営から切り離し、「ゲンロン  新芸術校」となる。その「ゲンロン  新芸術校」は主任講師制から集団指導制へと移⾏した。講師陣は弓指の他に堀浩哉、飴屋法⽔、⽥中功起、梅津庸⼀ら8名。
- YAU × サッポロ・パラレル・ミュージアム Exchange Program（2024年11–12月頃）

第3回オンライン講義「アートマネージャーと作家の関係性」をテーマに講師として登壇
- Think School 2025（札幌・制作コース）（2025年10月11日）

制作講座「ストレンジャーとして見たり聞いたりして、その後に作品がくる」をゲスト講師として担当し、異質性から発想を得る制作プロセスを講義。

### 創作物（CD・ポスターなど）
- 名古屋市熱田区神宮前商店街の飲食店「フルーツランド」の壁画(2021年4月18日完成)

飲食店「フルーツランド」の外装に、弓指の絵によく登場する白鳥や金の輪を持った鳥、そして岡田有希子を思わせる女性が描かれた。場所は名古屋市熱田区の神宮前商店街で、弓指の個展「マジック・マンチュリア」とも関連のある地域である。なお、この壁画は現在は確認できず、現存していない可能性がある。
- ジャズミュージシャン馬場智章のアルバム『Gathering』(2022年4月20日発売)

ジャケットの原画を担当。
- 星野博美著『世界は五反田から始まった』（2022年7月20日発行　ゲンロン叢書、四六判・四六判・365ページ）

弓指寛治は表紙イラストおよび挿画を担当。
- 「ポスター《いただきます！石巻インディーズフィッシュ》」（2023年6月21日発行）

Reborn‑Art Festival 2021–22の関連プロジェクト「インディーズフィッシュ」にて、朝吹真理子とともにポスター第1弾の原画を制作。牡鹿半島での漁業体験をもとに12種の未利用魚を描き、A1サイズ・両面カラーで印刷されたポスターは市内各所に配布・掲示された。
- アルバムShutaro Noguchi & The Roadhouse Band（Sophomore Lounge Records）（2025年9月26日リリース）[72]

ジャケットデザインを担当

## 主な受賞歴
- 2016年: ゲンロン カオス*ラウンジ 新芸術校 第1期成果展 金賞[2]

受賞作は絵画作品《挽歌》。審査委員は審査員は浅田彰、岩渕貞哉、夏野剛、黒瀬陽平、東浩紀。「成果展 金賞」は、思想家・東浩紀が当事代表を務めいた株式会社ゲンロンと、アーティストの黒瀬陽平によって設立された現代アート教育プログラム「ゲンロン カオス*ラウンジ 新芸術校」において、毎年開催される修了展（成果展）で最も優れた作品を制作した受講生に授与される賞である（2025年現在では新芸術校は存続していない）。弓指の作品を東浩紀は「弓指さんが鳥のモチーフに取り憑かれた出来事それ自体に、芸術の起源を見出せるのではないか。絵画としての迫力も素晴らしい」、浅田彰は「鳥は古来から様々な宗教で魂を運ぶ生き物として伝えられている。力強い作品である」と評した。
- 2018年2月15日: 第21回岡本太郎現代芸術賞展 岡本敏子賞[74]

受賞作はインスタレーション《Oの慰霊》。岡本太郎記念現代芸術振興財団主催の岡本太郎現代芸術賞（TARO賞）は、岡本太郎の精神を受け継ぎ、岡本太郎の遺志を継ぎ、「時代を創造する者は誰か」を問うための賞。敏子賞は岡本太郎賞と並び重要な賞。弓指はこの受賞を契機に、公共的な文脈で作品が注目されるようになった。審査員の一人、ワタリウム美術館の和多利浩一はこれを「祈りや鎮魂から勢いよく、一歩も二歩も踏み込んだ作品となっている」と評した。。岡本太郎賞はさいあくななちゃんが受賞した。
- 2021年12月23日: VOCA展2021 佳作賞[76]

受賞作は《鍬の戦士と鉄の巨人》。VOCA（The Vision of Contemporary Art）展は、全国の美術館学芸員や美術評論家による推薦制で40歳以下の作家を紹介する登竜門的企画展（VOCA賞実行委員会主催、上野の森美術館）。佳作賞は大賞に次ぐ評価であり、エンタメ特化型情報メディアSPICEの展覧会のレポートでは「絵画としての力強さに驚く。画面上でいかにして遠近感・疾走感を生み出すか、という正攻法の野心に満ちみちている」と評されている。
- 2025年2月12日: 第2回絹谷幸二芸術賞 奨励賞[78]

絹谷幸二賞は、2021年に文化勲章を受章した絹谷幸二の思いからうまれた若手画家を支援する賞。弓指に与えられた奨励賞は有望な作家に授与される副賞的な位置づけである。大賞は川田知志が受賞した。
- 2025年6月17日 :第１回CINRA Inspiring Awards 山戸結希賞 [79]

受賞作は「国立西洋美術館「ここは未来のアーティストたちが眠る部屋となりえてきたか？」展（2024）」で出展した《You are Precious to me》。CINRAが主催する「Inspiring Awards」は、ジャンル横断的に社会や感情に揺さぶりを与える作品や作家を表彰する企画。選考した映画監督・山戸結希は、「擬似体験というには熱すぎて速すぎる。他者との境界が融和し、熱く燃えるような感動が率直にありました。観客を芸術の当事者へと巻き込み、この世界の当事者として解き放つような生の煌めき。」と評している

## 主な作品

### 単体作品
- 《挽歌》（絵画・2016年製作） - ゲンロン カオス*ラウンジ新芸術校第1期成果展「先制第一撃」で展示
- 《まつり 絵画》（絵画・2017年製作）、愛知県美術館収蔵。[81] - 「Death Line」展で展示
- 《スイスの山々》（絵画・2018年製作） - 「四月の人魚」展で展示
- 《オーロラ》（絵画・2018年製作） - 「あいちトリエンナーレ2019」の「輝けるこども」展で展示（展覧会は2019年）
- 《白い馬》（絵画・2019年製作） - 「太郎は戦場へ行った」展で展示
- 《血と泥濘》（絵画・2019年製作） - 「太郎は戦場へ行った」展で展示
- 《エデン》（絵画・2019年製作） - 「ダイナマイト・トラベラー」展で展示
- 《ダイナマイト心中》（絵画・2019年製作） - 「ダイナマイト・トラベラー」展で展示
- 《パシナのレール》（絵画・2020年製作） - ゲンロンカフェ「悪の愚かさと芸術 ──アートにいまなにができるのか」で展示
- 《鍬の戦士と鉄の巨人》（絵画・2021年製作） - VOCA佳作賞受賞[82] - 「VOCA展2021」で展示
- 《V.S 山の手大空襲》（壁画・2021年製作） - 「水の波紋2021」展で展示
- 《満州某重大事件》（絵画・2022年製作） - 「マジックマンチュリア」展で展示
- 《眠る太郎》（絵画・2022年製作） - 「弓指寛治”饗宴”」展で展示
- 《南方寳作十七才》（絵画・2023年製作） - 「奥能登国際芸術祭2023」の弓指作品の「プレイス・ビヨンド」で展示
- 《玉姫公園》（絵画・2024年製作） -「ここは未来のアーティストたちが眠る部屋となりえてきたか？ ―国立西洋美術館65年目の自問｜現代美術家たちへの問いかけ」展の 「You are Precious to me」で展示
- 《コスモス事務室》（絵画・2024年製作） - 同上
- 《鳳凰》（絵画・2024年製作） -南飛騨 Art Discovery」の 「民話、バイザウェイ」展で展示

### 大型インスタレーション
- 《Oの慰霊》（2018年） - 第21回岡本太郎現代芸術賞・敏⼦賞受賞[74] - 「第21回岡本太郎現代芸術賞（TARO賞）」展で展示
- 《ダイナマイト・トラベラー》（2019年）
- 《輝けるこども》（2019年）　 -「あいちトリエンナーレ2019」展で展示
- 《プレイス・ビヨンド》（2023年）　-「奥能登国際芸術祭2023」で展示
- 《You are Precious to me》（2024年）　-「ここは未来のアーティストたちが眠る部屋となりえてきたか？ ―国立西洋美術館65年目の自問｜現代美術家たちへの問いかけ」展で展示　-第１回CINRA Inspiring Awards 山戸結希賞受賞
- 《民話、バイザウェイ》（2024年）　-「南飛騨 Art Discovery」展で展示

## 書籍・刊行物

### 展覧会関連図録・記録集
- 『あいちトリエンナーレ2019 情の時代』公式カタログ（2020年、あいちトリエンナーレ実行委員会）[83]
- 『VOCA展2021 現代美術の展望－新しい平面の作家たち－』図録（2021年、上野の森美術館 VOCA展実行委員会）[84]
- 『ここは未来のアーティストたちが眠る部屋となりえてきたか？──国立西洋美術館65年目の自問｜現代美術家たちへの問いかけ』公式図録（2024年、美術出版社／国立西洋美術館）[85]
- 『プレイス・ビヨンド 記録集』（2024年、DUST BUNNY）[86]
- 『日本現代美術私観：高橋龍太郎コレクション』（2024年、国書刊行会）[87]
- 『Reborn‑Art Festival 2021‑22 公式記録集「利他と流動性」』（2025年、Art Diver）[88]

### 執筆・寄稿
- 弓指寛治「物語るテーブルランナー」『美術手帖』2023年1月号（美術出版社）[89]
- 弓指寛治「同行紀・1　タケちゃんと小川さん」『訪問看護と介護』第30巻第3号（2025年5月、医学書院）[90]
- 弓指寛治「同行紀・2　タダさんと緑さん」『訪問看護と介護』第30巻第4号（2025年7月、医学書院）[91]

## 配信活動
- 《弓指寛治のSur-Vive!》（2020年12月9日チャンネル開設、同年12月10日初配信）

映像配信プラットフォーム「シラス」にて、自身の番組《弓指寛治のSur-Vive!》を配信している。不定期で放送されており、映像や写真を交えての展覧会の振り返りや事前紹介、制作過程を見せる「制作配信だだもれ」シリーズや雑談など多様な内容が扱われている。2022年9月15日、同年10月13日と10月31日には作家の朝吹真理子がゲスト出演している。

## 作風

### 出発点と主題の原点
「ひとりの人間の生涯にはいろいろな側面があるのに『自殺者』として全人生を括られてしまうのは違うと思ったんです。そこで絵画という方法で『タブー』を表現することにしました」。
「自死のような『理不尽な死』と、残された近親者（サバイバー）について思考し、活動を続けることで、極めて個人的な『鎮魂』や『グリーフケア』が、にもかかわらずある種の普遍性を持つ表現である、ということを証明しようとしているようだ」。
「被害者と加害者の中間に立ち考え続けることを自らに課す。その豊かな表現力は、絵を描くという行為のなかに、祈りに似た鎮魂の念が宿ることを示している」。

### 物語形式への展開
「丹念なリサーチと絵画を組み合わせた物語型のインスタレーションで知られる」。
「ひとびとが語りづらい記憶、あつかいにくい出来事の諸断片を。そうしたことを可能にしているのは『リサーチ』を超えた、知らなかった他者たちとの丹念きわまりない無数のコミュニケーションをつうじた弓指自身の身体経験なのだと思う」。
「絵と言葉が組みあわせられ、観客はそれらの連なりを見るうち、他者たちの記憶や心の内部へ入り込んでゆくような経験をさせられる。そうした、ある意味では『演劇的』ともいえるインスタレーション」。

### 絵画的手法と画面構成
「弓指さんはフォーマリズム的なものに依拠せず、現代の絵画がそぎ落としてきた物語性といった部分をもう一度入れ込んでいます。また、鑑賞者の視線を固定するのではなく、誘導するような構図が多いと思います」。
「あえて絵画らしい筆触を意識的に持ち込みつつ、カリカチュアライズされた人物を含めた緻密な画面構成をしています。しかし、いずれもどこか本流の絵画に対するカウンターのように見えます」。